# Азербайджанская философия
Азербайджанская философия (азерб. Azərbaycan fəlsəfəsi или азерб. Azərbaycanda fəlsəfə) — общественно-политическая мысль азербайджанского народа и совокупность философского наследия азербайджанских мыслителей.

## История
Классик азербайджанской литературы Физули уже в XVI веке вводит и осмысливает в своих литературных сочинениях ряд терминов, имеющих мировоззренческое значение. В частности, в произведении Лейли и Меджнун содержатся размышления о соотношении разума (əql) и любви (eşq) в деле постижения истины (həqiqət). С позиций философии суфизма мир (Dünya) назван "завесой" (niqab) Бога. Ставится проблема ценности свободы (azad).
Несколько работ Аббасгулу ага Бакиханова ("Тайна вселенной", "Совершенствование нравственности") были посвящены философии и этике.
После вхождения Азербайджана в состав России появилась идеология просветительства, нацеленная на вестернизацию страны (Мирза Фатали Ахундов, Джалил Мамедкулизаде, Шахвалад Джафаров). Просветители критиковали отсталость страны и религиозное мракобесие. В это время также начали распространились идеи пантюркизма (Мусават).
Особое место в азербайджанской философии 1920-х годов занимают Гусейн Джавид, Джафар Джаббарлы, Нариман Нариманов, Мамед Эмин Расулзаде, Гейдар Гусейнов и другие.
После завоевания страны Красной Армией в Азербайджане были основаны кафедры диалектического и исторического материализма, на которых велось изучение и преподавание марксизма. В это время произошла институализация философии под эгидой Академии наук, осуществлялись переводы западной философии на азербайджанский язык, изучение и систематизация азербайджанской мысли. Исследовались философские взгляды Декарта, Спинозы, Гоббса, Джона Локка, французских материалистов,Гегеля. Получила известность книга Шакир-Заде, посвящённая древнегреческому философу Эпикуру.
Значительные успехи были достигнуты азербайджанскими историками философии в изучении истории философской и общественно-политической мысли азербайджанского народа. Велись исследования истории философской мысли Ирана и Турции. Ряд исследований был посвящён философским взглядам отдельных видных мыслителей Азербайджана (Физули и др.).
На закате СССР в Азербайджане получила популярность идеология пантюркизма, которая соперничает с идеологией паниранизма. К азербайджанской философии может быть отнесен российский общественный деятель Гейдар Джемаль.
Огромный вклад в систематизацию и изучение азербайджанской философии сделал Закир Мамедов (1936—2003). С 2002 года в Азербайджане издается журнал «Философия и Социально-Политические Науки». Существует «Азербайджанская Ассоциация Философии и Социально-Политических Наук» (под руководством Рамиза Мехтиева).
Институт философии действует в Национальной академии наук Азербайджана с 1945 года.
Академики Ф. Кочарли, Ф. Касумзаде, А. Асланов, А. Дашдамиров обогатили азербайджанскую философскую науку XX века своими исследованиями по проблемам социальной философии, эстетики, национальных отношений и философии истории.